# 燕穆侯
燕穆侯（？—前711年），或作繆侯。中國春秋時期的燕國君主。燕鄭侯之子。在位18年。
燕鄭侯三十六年（周平王四十三年，前729年）卒。子穆侯立。穆侯七年（前722年），是鲁隐公元年，《左传》由此年开始记载。穆侯十八年（前711年）去世，子燕宣侯立。